# サンチャ・デ・カスティーリャ (アラゴン王妃)
サンチャ・デ・カスティーリャ（スペイン語：Sancha de Castilla, 1154/5年9月21日 - 1208年11月9日）は、カスティーリャ王アルフォンソ7世とその2番目の妃リクサ・シロンスカの娘。1174年1月18日、アラゴン王アルフォンソ2世と結婚し、少なくとも8子を産んだ。

## 生涯
サンチャはジロー・ド・カランソンやペイレ・レーモンなどの吟遊詩人のパトロンであった。サンチャは自身の寡婦財産の一部に関して、夫との間で法的争いに巻き込まれるようになった。1177年にサンチャはリバゴルサ伯領に入り、そこで王家が領有していた城や要塞を力づくで手に入れた。
1196年にペルピニャンにおいて夫が死去した後、サンチャは息子ペドロ2世により政治から遠ざけられた。サンチャは宮廷から引退し、貴族女性のためにシヘナに自身が創建した聖ヨハネ騎士団の修道院であるサンタ・マリア・デ・シヘナ王立修道院に隠棲した。そこでサンチャは、聖ヨハネ騎士団に入った。サンチャは、娘コンスタンサが1208年に皇帝フリードリヒ2世と結婚するためアラゴンを離れる前に、娘をシヘナでもてなした。サンチャはその後すぐに54歳で亡くなり、サンタ・マリア・デ・シヘナ王立修道院のサンチャが建立した祭壇の前に埋葬され、現在も墓は同地に残されている。

## 子女
- ペドロ2世（1174/6年 - 1213年） - アラゴン王、モンペリエ領主[4]
- コンスタンサ（1179年 - 1222年） - ハンガリー王イムレ、後に神聖ローマ皇帝フリードリヒ2世と結婚
- アルフォンソ（1180年 - 1209年） - プロヴァンス伯、ミヨー伯およびラゼス伯
- レオノール（1182年 - 1226年） - 1203年にトゥールーズ伯レーモン6世と結婚
- ラモン・バランゲー（1183/5年生） - 早世
- サンチャ（1186年 - 1241年） - 1211年3月にトゥールーズ伯レーモン7世と結婚
- フェルナンド（1190年 - 1249年） - モンテアラゴン大修道院長
- ドゥルセ（1192年 - ?） - シヘナの修道女